# Pierre Hampton
Pierre Hampton (nacido el 23 de marzo de 1991 en Örebro) es un jugador de baloncesto sueco que actualmente pertenece a la plantilla de los Jelson Homes DMU Leicester Riders de la BBL, la máxima división británica. Con 2,03 metros de altura juega en la posición de Alero.

## Trayectoria Profesional

### Inicios
Formado en la cantera del Eco Örebro sueco, debutó en la temporada 2009-2010, con 18 años, con el primer equipo de la Basketligan (máxima división sueca), permaneciendo allí tres temporadas, hasta la 2011-2012.

### Plymouth University Raiders
El 10 de diciembre de 2014, firmó para el resto de temporada 2014-2015 por los Plymouth University Raiders británicos.
Disputó 21 partidos de liga con el cuadro de Plymouth, promediando 11,1 puntos (39,9 % en triples y 57,1 % en tiros libres), 1,2 rebotes y 1,2 asistencias en 25,5 min de media.

### Regreso al Cáceres Patrimonio de la Humanidad
El 15 de julio de 2015, el Cáceres Patrimonio de la Humanidad (ya jugando en la LEB Oro; 2ª división española), anunció su regreso para la temporada 2015-2016. Una lesión en el pie le impidió acabar la temporada.
Disputó 19 partidos de liga con el conjunto cacereño, promediando 9,3 puntos (32,5 % en triples y 100 % en tiros libres) y 1 asistencia en 21,3 min de media.
<ref>Los Riders fichan al alero sueco Pierre Hampton Archivado el 2 de abril de 2017 en Wayback Machine.</ref

## Selección Sueca

### Categorías inferiores
Disputó con las categorías inferiores de la selección sueca el Europeo Sub-18 División B de 2009, celebrado en Sarajevo, Bosnia-Herzegovina, donde Suecia se colgó la medalla de oro y el Europeo Sub-20 División B de 2010, celebrado entre Güssing y Oberwart, Austria, donde Suecia se colgó la medalla de plata.
En el Europeo Sub-18 División B de 2009 jugó 8 partidos con un promedio de 8,6 puntos (67,9 % en tiros libres), 6,6 rebotes, 1,5 asistencias y 1,4 robos en 20,9 min de media. Fue el 3º máximo reboteador y el 3º en robos de su selección.
Finalizó el Europeo Sub-18 División B de 2009 con el 15º mejor % de tiros libres y fue el 13º en dobles-dobles (2) y el 19º en rebotes ofensivos (2,5 por partido).
En el Europeo Sub-20 División B de 2010 jugó 8 partidos con un promedio de 7,8 puntos (55,9 % en tiros de 2 y 52,9 % en tiros libres), 3,3 rebotes y 1 asistencia en 15 min de media.